# Bradt Travel Guides
Bradt Travel Guides este o editură britanică de ghiduri de călătorie fondată în 1974 de Hilary Bradt și de soțul ei, George, care au scris împreună primul ghid Bradt pe un șlep fluvial ce naviga pe apele unui afluent al Amazonului . 
De atunci, Bradt a devenit o editură proeminentă de cărți de călătorie, cu o creștere mai mare în special în ultimul deceniu. Are o reputație pentru abordarea destinațiilor ignorate de alte edituri de ghiduri turistice. The Independent a menționat că ghidurile Bradt acoperă „părți ale lumii care nu au fost tratate de alte edituri de cărți de călătorie”, iar aproape două treimi din ghidurile de pe lista editurii nu au un echivalent printre cărțile de călătorie în limba engleză publicate alte edituri.
Este vorba în special de ghiduri ale unor teritorii din Asia, America Latină și Africa, care nu au fost prezentate în mod tradițional de alte edituri de cărți de călătorie sau care nu au o istorie îndelungată a activității turistice. Bradt are, de asemenea, o listă extinsă de ghiduri regionale europene pentru destinații ca Peloponez, Vendée și Țara Bascilor.
Ghidurile oferă un scurt rezumat al istoriei țării sau ținutului prezentat. Fiecare ghid tratează apoi elemente de bază precum geografia și clima, fauna sălbatică, limbile și cultura, îngrijirea sănătății și mass-media. Capitolele ulterioare sunt aranjate de obicei după criterii geografice, prezentând regiunile sau orașele principale de destinație într-o ordine sistematică. Potrivit lui Michael Palin: „Ghidurile Bradt sunt scrise într-un mod profesionist și cu un accent mai mare pe detaliile locale decât toate celelalte”.
Ghidurile Bradt sunt scrise adesea de autori care trăiesc în țara sau în regiunea despre care scriu sau care au călătorit intens acolo de-a lungul multor ani și nu de scriitori specializați în scrierea de cărți de călătorii. Ca atare, ele sunt scrise oarecum neconvențional în comparație cu ghidurile turistice normale. Ghidurile Bradt transmit adesea informații despre caracterul și obiceiurile localnicilor, pe baza experiențelor trăite de autori. Capitolele pe teme medicale sunt scrise în colaborare cu un medic care a călătorit mult: Jane Wilson-Howarth sau Felicity Nicholson.
În 2010 Bradt a lansat colecția Slow Travel de ghiduri regionale ale Marii Britanii, care a ajuns în prezent la 16 titluri. Editura are, de asemenea, o listă de povestiri de călătorie și despre natură scrise de autori ca Jonathan Scott, Brian Jackman și prințesa Michael de Kent.
Bradt Travel Guides are sediul în localitatea Chalfont St. Peter din comitatul Buckinghamshire, Anglia și își publică cărțile în Statele Unite ale Americii în colaborare cu Globe Pequot Press din Guilford, Connecticut.
Bradt a câștigat numeroase premii, inclusiv: Sunday Times Small Publisher of the Year în 1997; Premiul de aur în cadrul galei Wanderlust Best Guidebook Awards în 2009, 2011, 2015 și 2016; Top Recommended Travel Guide Publisher al revistei Which? în 2011 și 2012; și a fost trecut pe lista scurtă pentru titlul Independent Publisher of the Year în cadrul British Book Awards, 2017. În 2008, Hilary Bradt a fost numită membru al Ordinului Imperiului Britanic pentru servicii adus turismului și pentru actele de caritate.

## Țări / teritorii prezentate de ghiduri
| - Africa (uscat) - Africa de Sud - Angola - Botswana - Burkina Faso - Camerun - Capul Verde - Coasta de Fildeș - Congo - Eritreea - Etiopia - Gabon și São Tomé și Príncipe - Gambia - Ghana - Guineea Ecuatorială - Kenya - Madagascar - Malawi - Mauritius (incl. insula Rodrigues și Réunion) - Mozambic - Namibia - Nigeria - Rwanda - Senegal - Seychelles - Sierra Leone - Somaliland - Sudan - Sudanul de Sud - Swaziland - Tanzania (și teritoriul nordic) și Zanzibar - Uganda - Zambia - Zimbabwe - Insula Sfânta Elena, Ascension și Tristan da Cunha | - Amazon - Argentina - Canada (Nova Scotia) - Chile - Columbia - Dominica - Ecuador - Insulele Falkland - Grenada - Guyana - Haiti - Panama - Paraguay - Peru (drumeții) - Statele Unite ale Americii (călătorii cu trenul) - Surinam - Uruguay - Venezuela - Africa de Sud - Antarctica - Arctica - Australia - Insulele Britanice - China - Europa Centrală și de Est - Insulele Galapagos - Madagascar - Pantanal - Peru - Sri Lanka |

| - Albania - Armenia (și Nagorno Karabah) - Azore - Belgia (Flandra și Mons) - Bosnia și Herțegovina - Bulgaria - Croația (și Istria) - Cipru (partea de nord) - Elveția (călătorii rutiere și feroviare, lacurile) - Estonia - Insulele Feroe - Franța (Lille, Waterloo, Țara Bascilor and Vendée) - Georgia - Finlanda (Laponia) - Grecia (Peloponez) - Islanda - Italia (Abruzzo, Emilia-Romagna și Liguria) - Kosovo - Luxemburg - Macedonia de Nord - Malta (și Gozo) - Muntenegru - Portugalia (Alentejo) - România (Transilvania) - Scoția (Hebridele exterioare) - Serbia - Slovacia (Bratislava) - Slovenia - Suedia (partea de vest) - Svalbard (Spitsbergen) - Ucraina - Ungaria - The Northern Lights - Câmpurile de luptă din Primul Război Mondial | - Cornwall - Cheshire - Cotswolds - Devon (North Devon, South Devon, East Devon & Jurassic Coast) - Dumfries and Galloway - New Forest - Norfolk - Northumberland - North York Moors și Yorkshire Wolds - Peak District - Shropshire - Suffolk - Sussex - Yorkshire Dales |

### Asia, Asia Centrală și Orientul Mijlociu
- Bangladesh
- Borneo
- Cașmir
- Coreea de Nord
- Iordania
- Iran
- Irak
- Israel
- Kazahstan
- Kârgâzstan
- Maldive
- Mongolia
- Oman
- Palestina
- Sri Lanka
- Tadjikistan
- Taiwan
- Tibet
- Turkmenistan
- Uzbekistan

## Legături externe
- Site-ul oficial